# Jan XVI (koptyjski patriarcha Aleksandrii)
Jan XVI (ur. ?, zm. 15 czerwca 1718) – w latach 1676–1718 103. patriarcha (papież) Koptyjskiego Kościoła Ortodoksyjnego. 